# Qamīsh Āghol
Qamīsh Āghol (persiska: قَميش آغُل, قمش آغل, Qamesh Āghol, قميش آغل, اَحداقِه) är en ort i Iran.   Den ligger i provinsen Östazarbaijan, i den nordvästra delen av landet, 600 km nordväst om huvudstaden Teheran. Qamīsh Āghol ligger 1 055 meter över havet och antalet invånare är 833.
Terrängen runt Qamīsh Āghol är platt åt sydväst, men åt nordost är den kuperad. Runt Qamīsh Āghol är det ganska tätbefolkat, med 70 invånare per kvadratkilometer. Närmaste större samhälle är Koshksarāy, 12,3 km sydost om Qamīsh Āghol. Trakten runt Qamīsh Āghol består till största delen av jordbruksmark.